# Ivona Matić
Ivona Matić je hrvatska košarkašica, članica hrvatske košarkaške reprezentacije. Članica je ŽKK Ragusa.

## Karijera:
Klubovi: Hrvatska (Ragusa, Gospić, lupa promotion) Slovenija(Merkur Celje) Francuska 1.LFB legaue (Pays-d’Aix) Njemačka 1.DBBL (Keltern) Italija Serie A2. (Vicenza, Bolzano, Treviso, Castel San Pietro Bologna) 
2008. je bila u skupini igračica koje je pozvao izbornik Nenad Amanović na pripreme za EP 2009. godine.